# 临安镇
临安镇，是中华人民共和国云南省红河哈尼族彝族自治州建水县下辖的一个乡镇级行政单位。地處建水縣中部，為建水縣政治、經濟、文化、交通中心。2019年1月，凭借紫陶入选2018—2020年度“中国民间文化艺术之乡”名单。建水紫陶为中国四大名陶之一，与江苏宜兴陶、广东石湾陶、四川荣昌陶并驾齐名。著名景點有建水文庙、指林寺大殿、朝阳楼、学政考棚、崇政書院及小桂湖等。 

## 圖片：小桂湖文化街

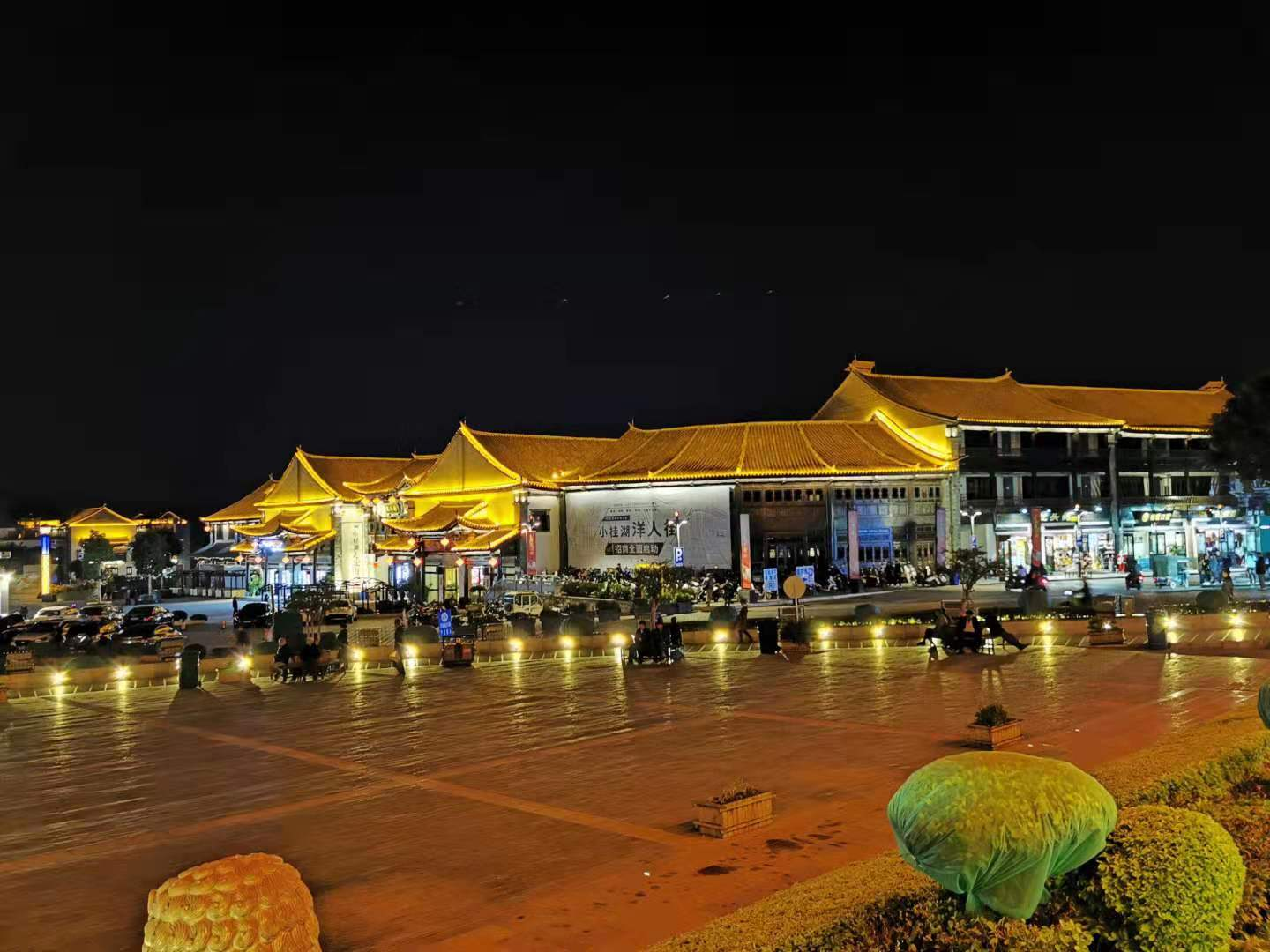
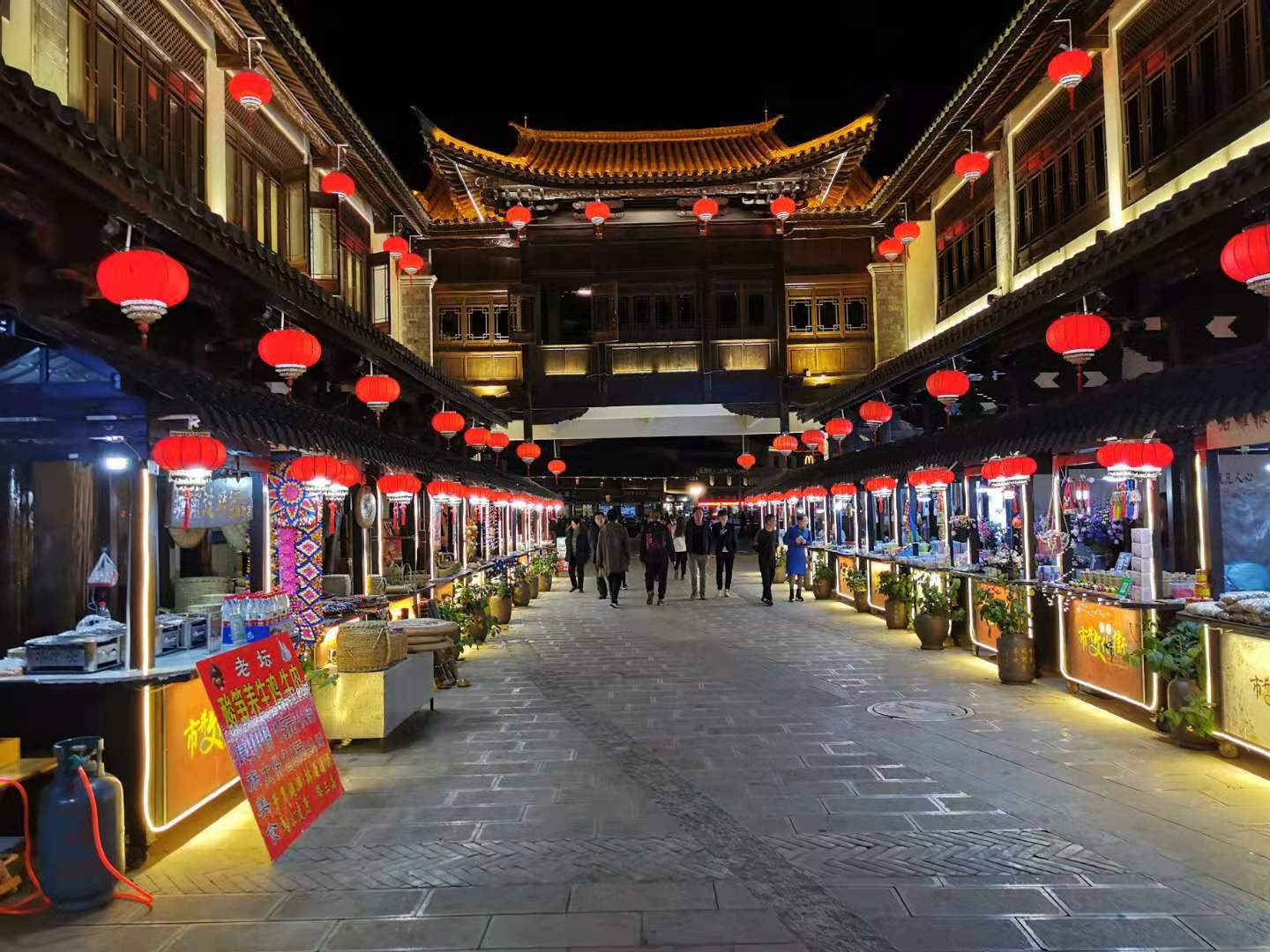
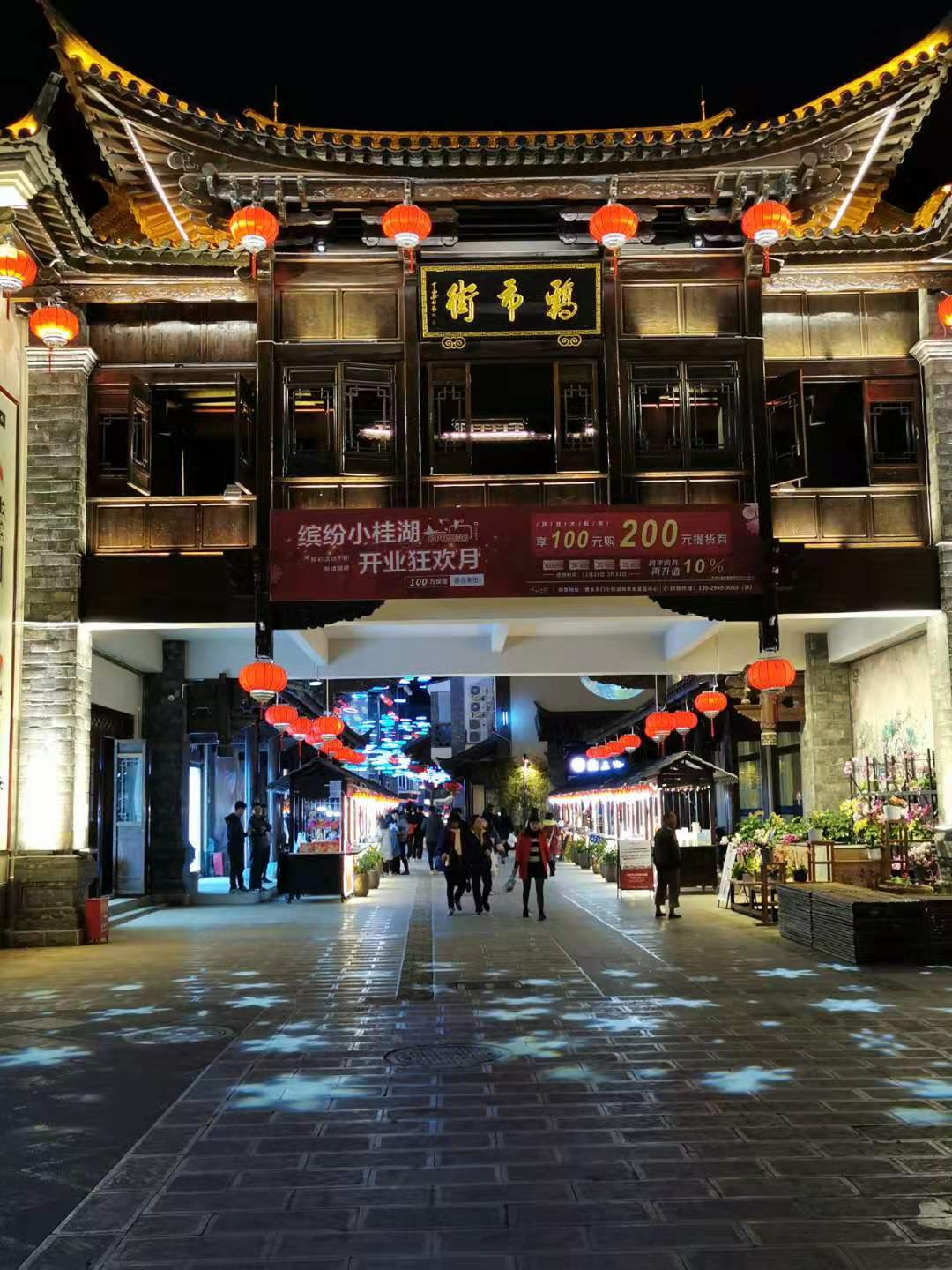
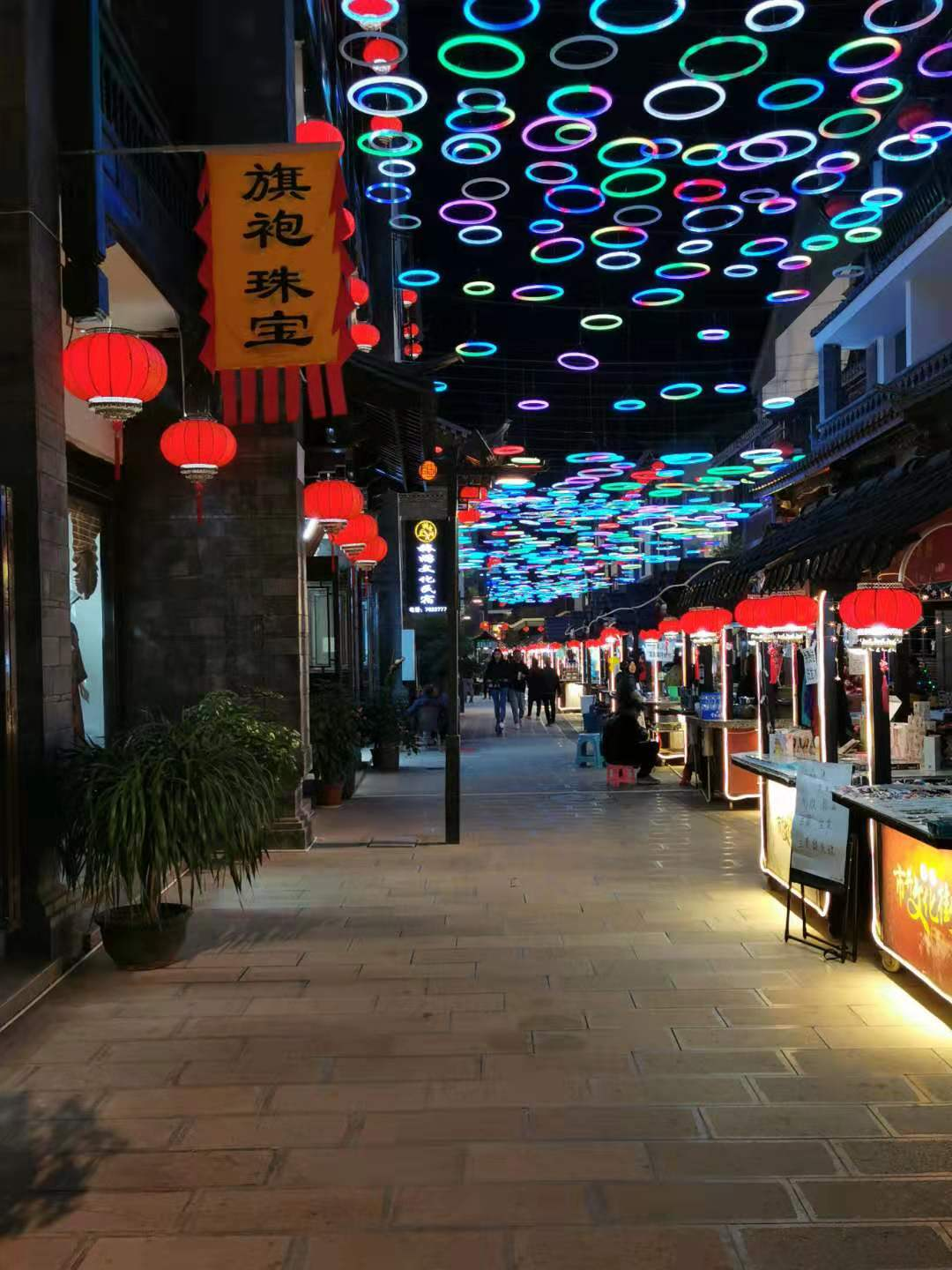
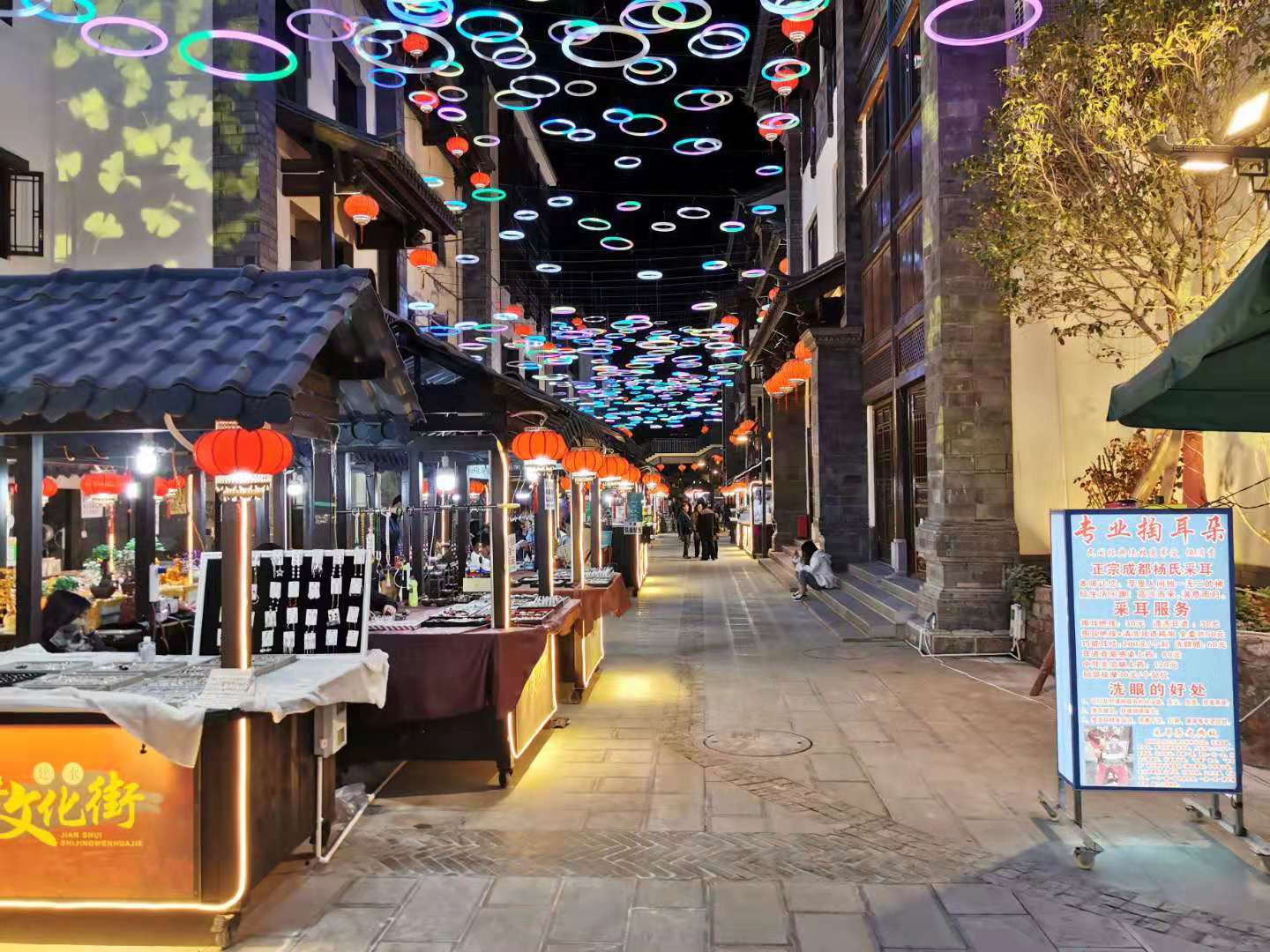
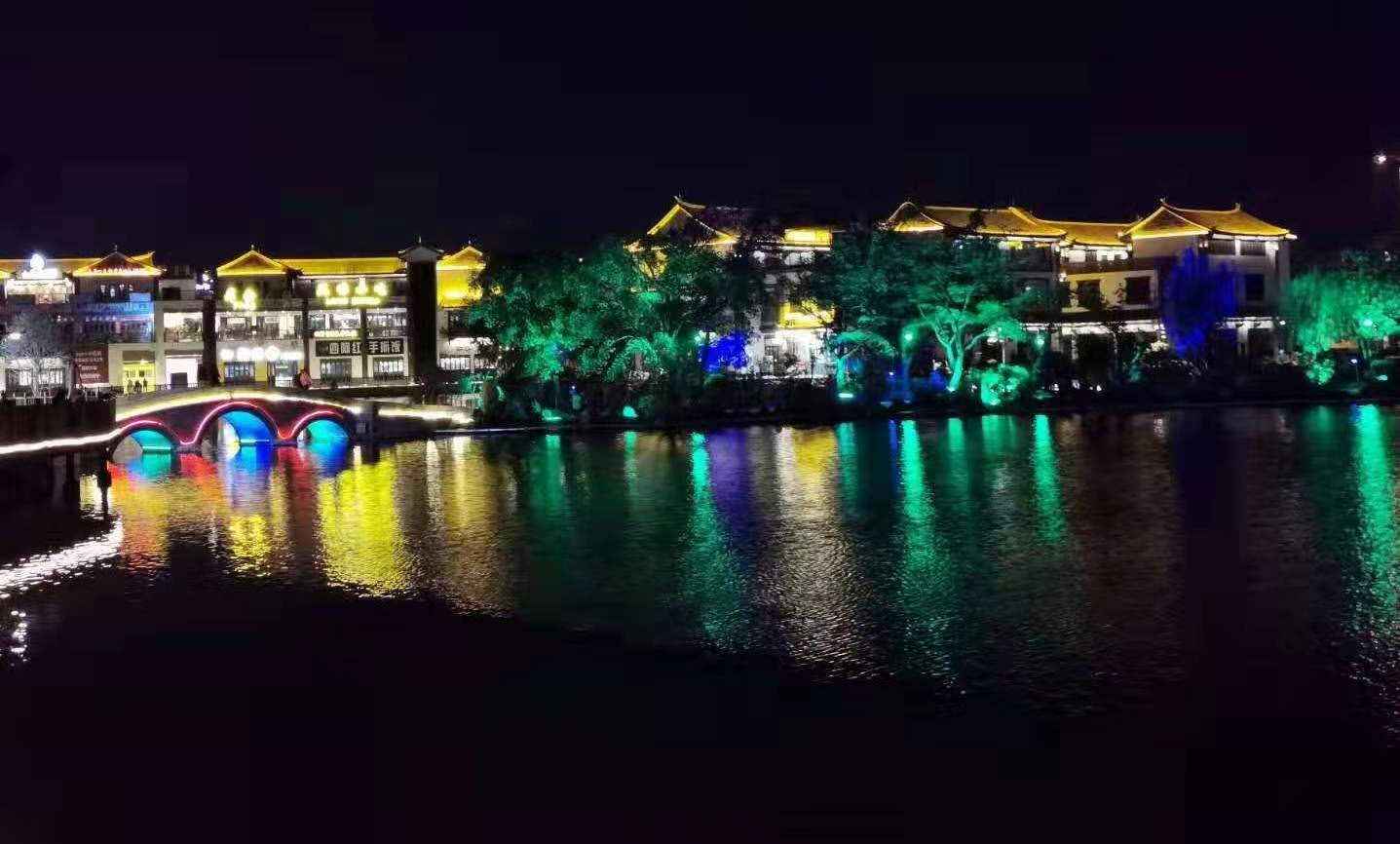
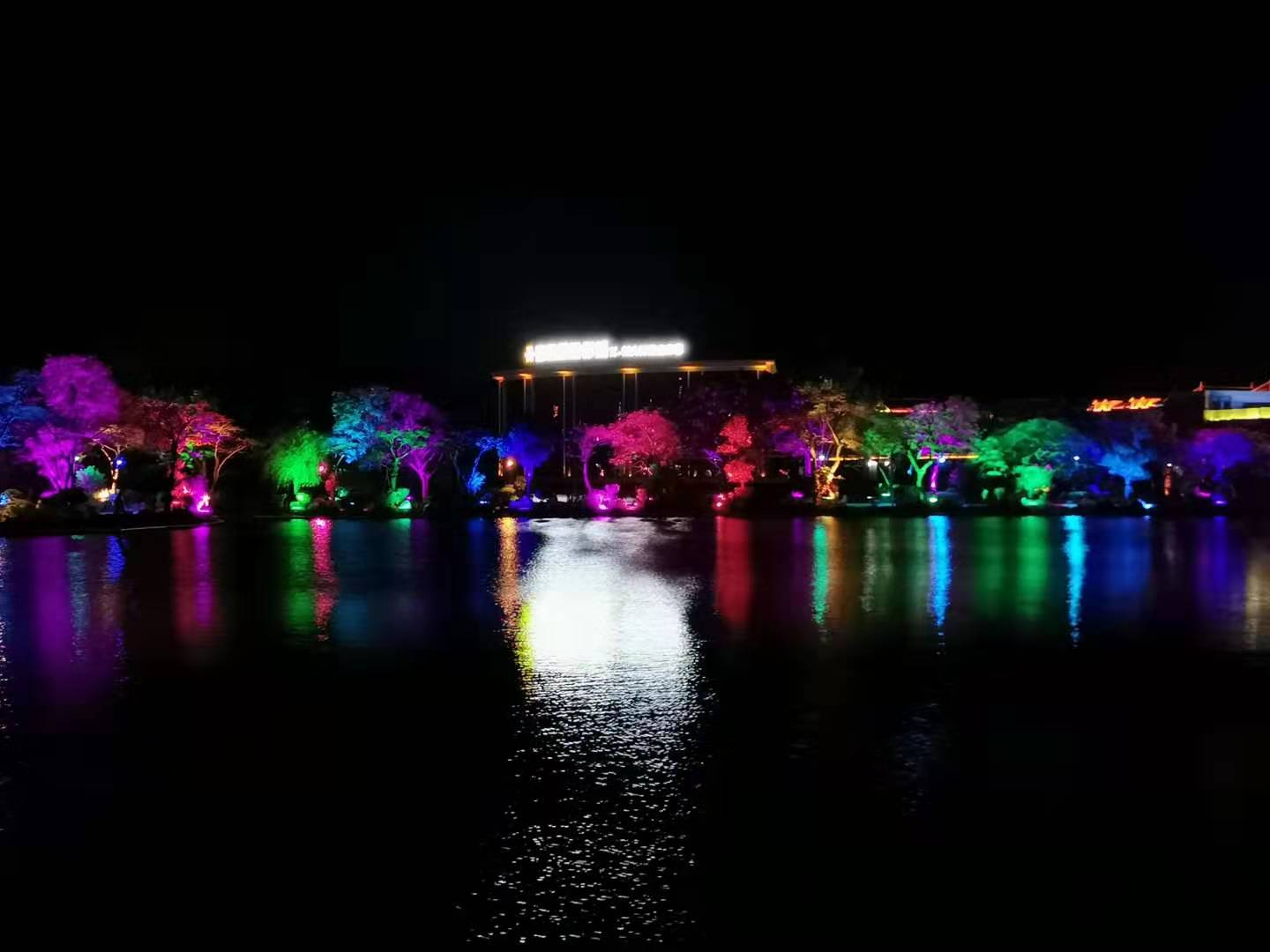
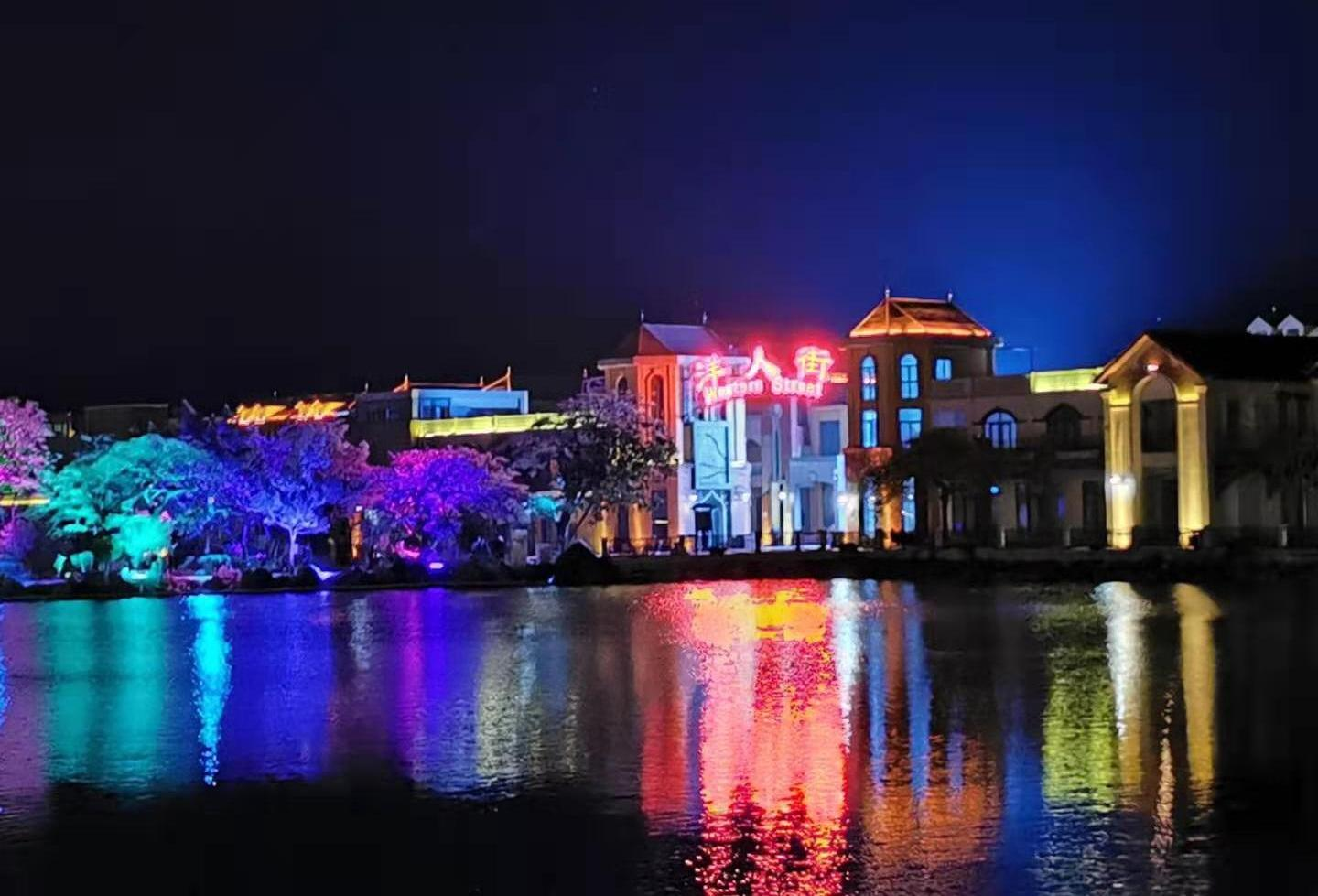
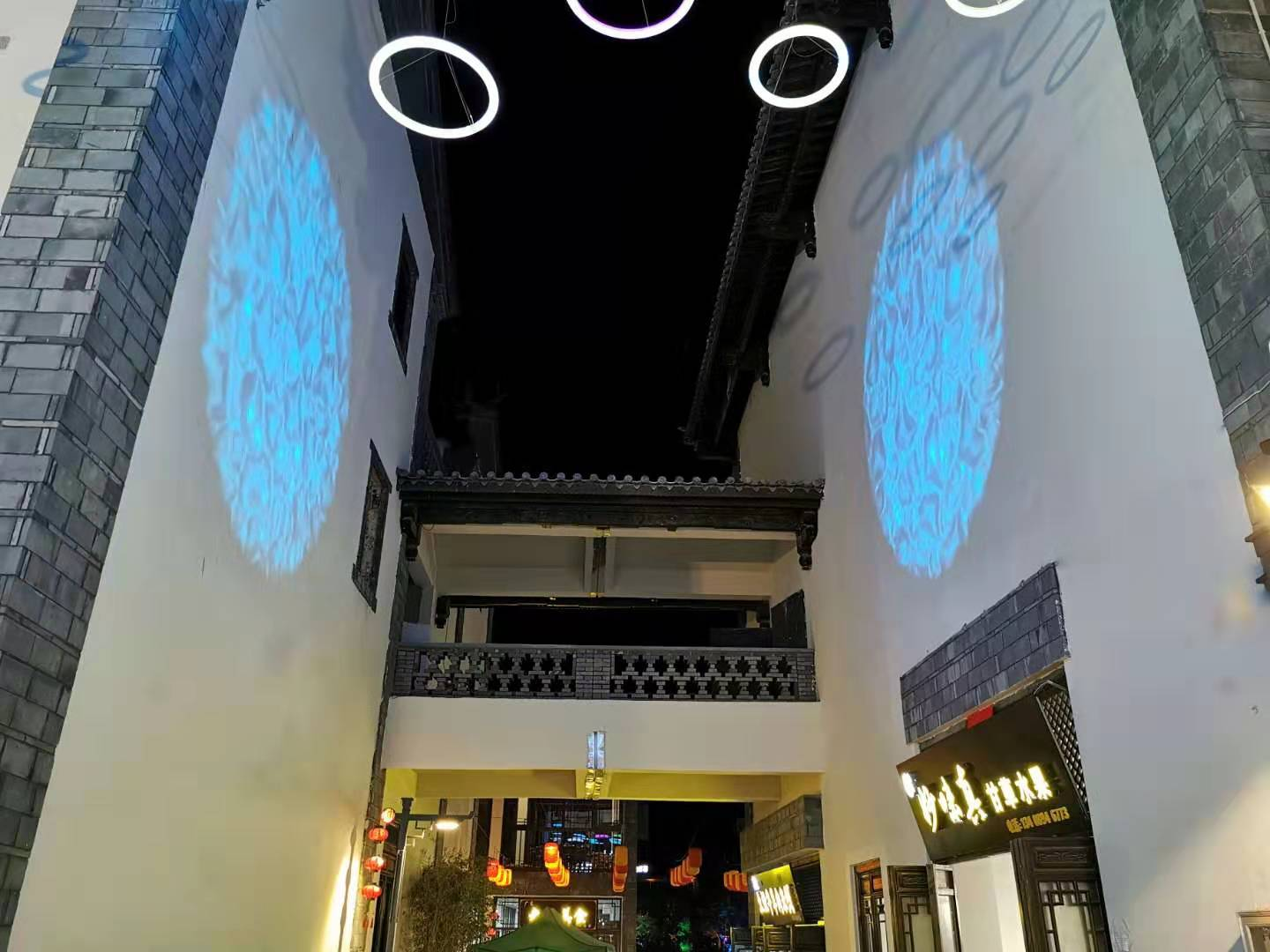
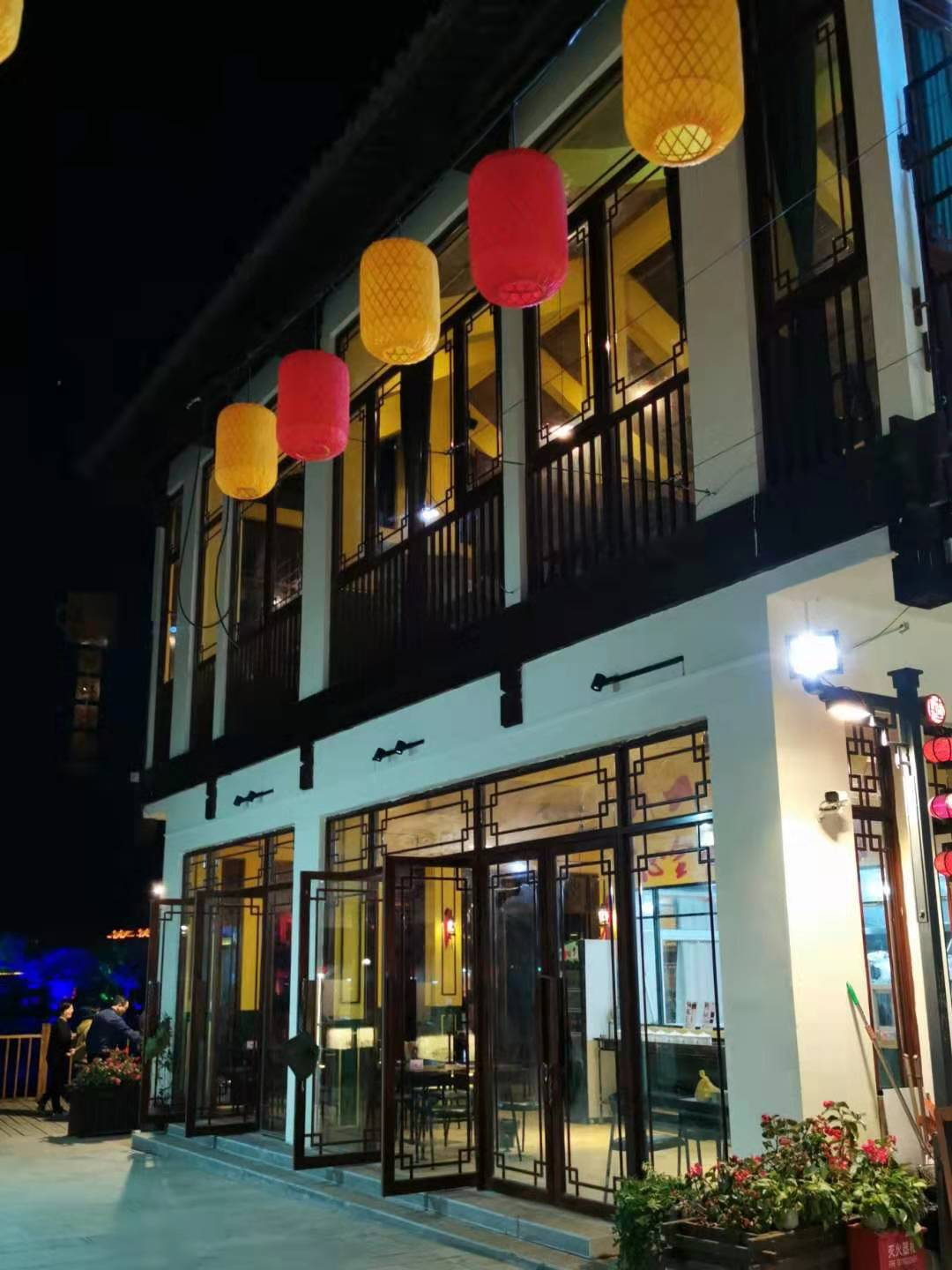
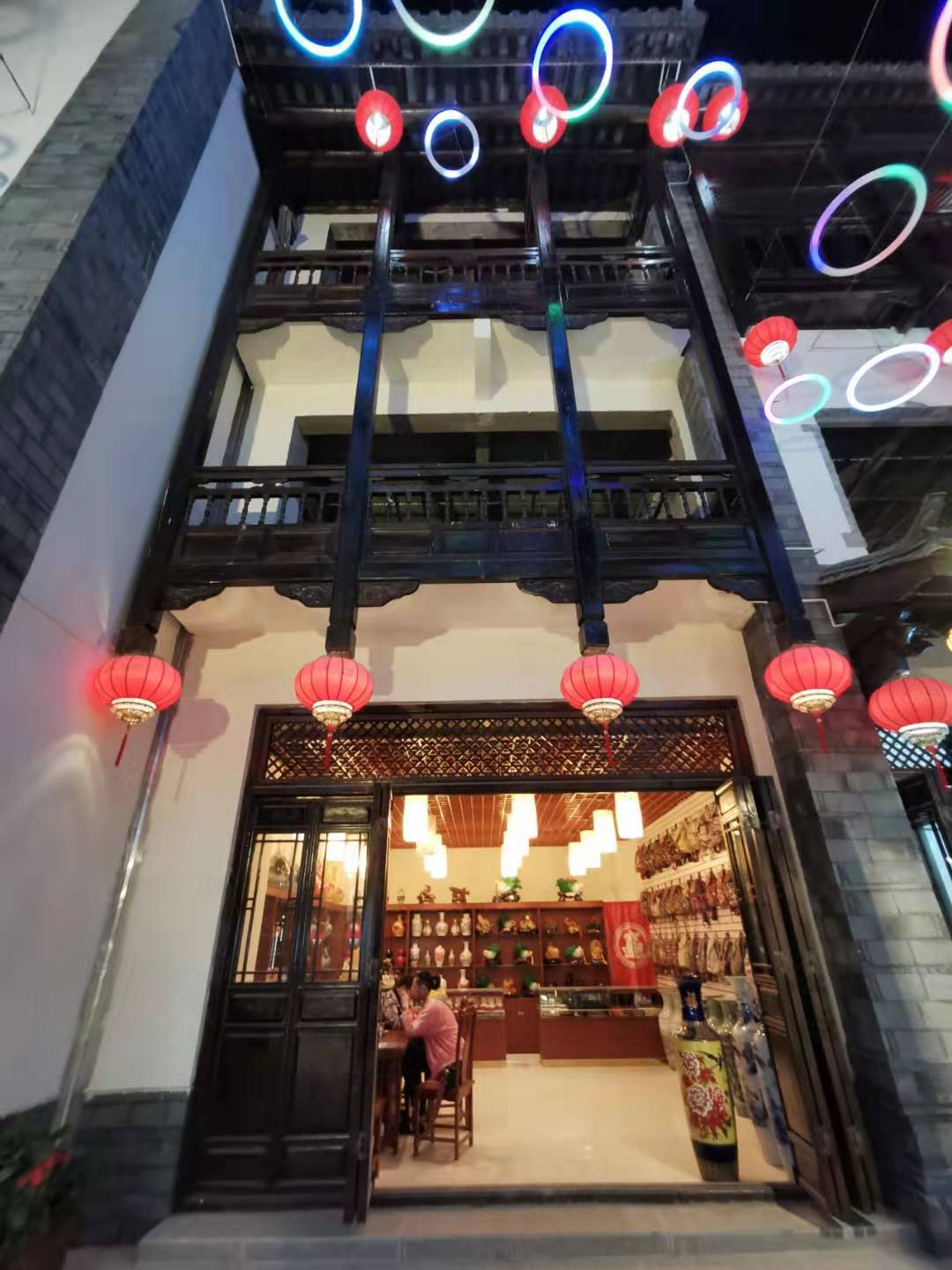
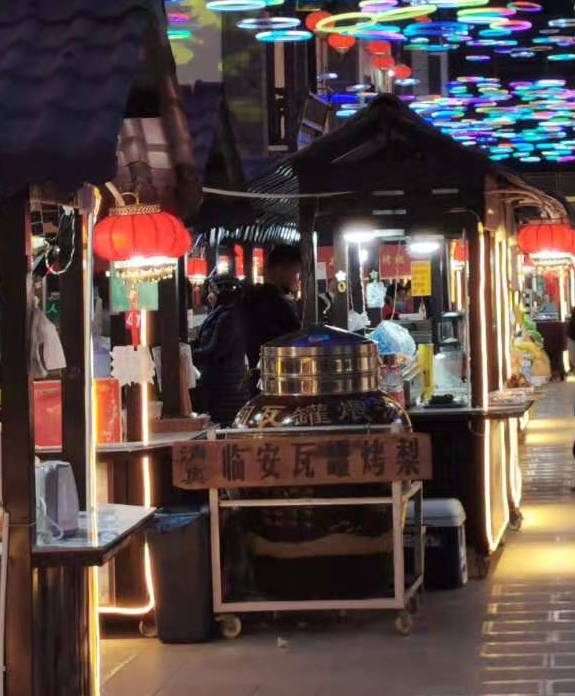

## 行政区划

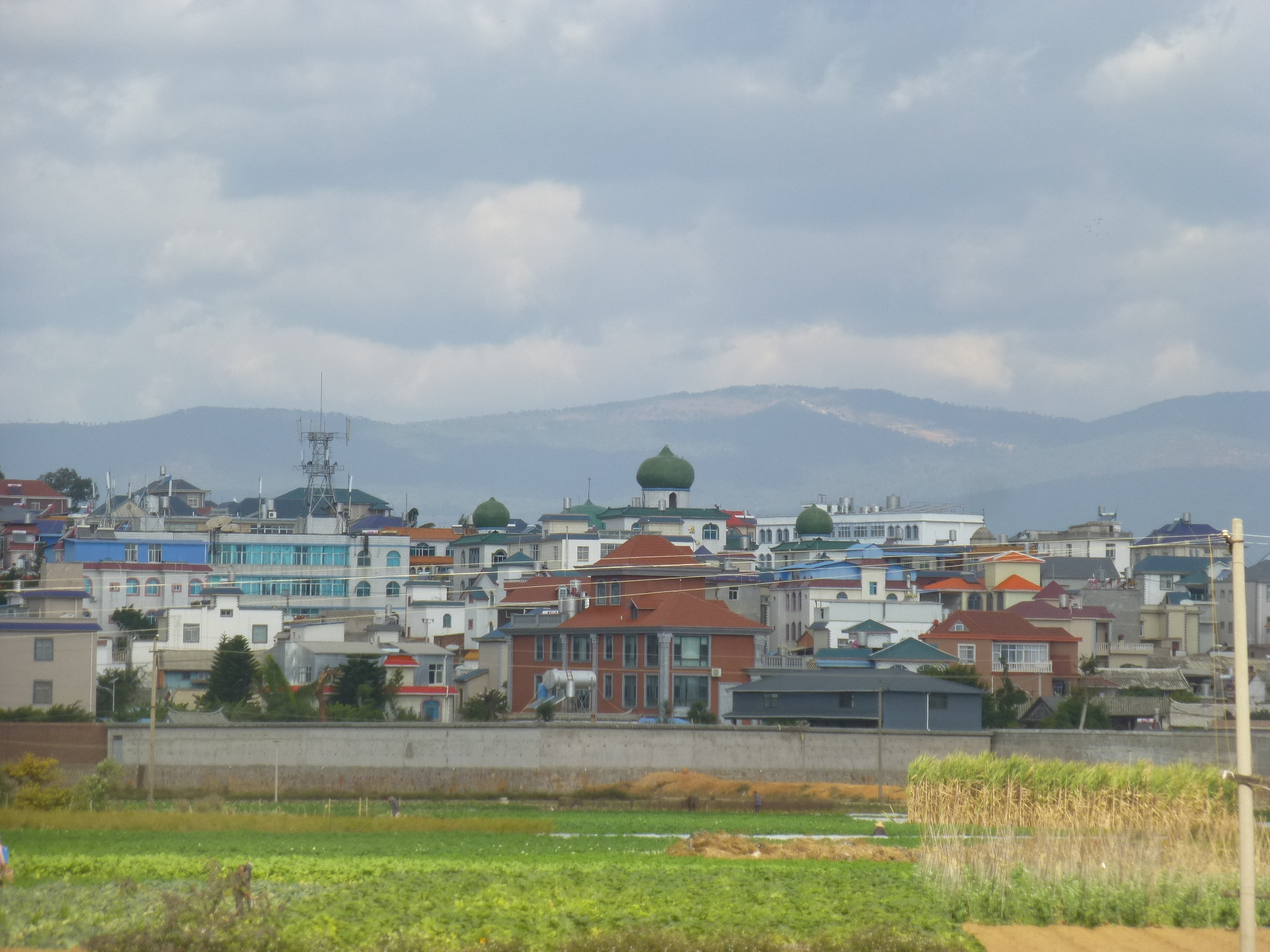
临安镇培得村

临安镇下辖以下地区：
梨园社区、文庙社区、永宁社区、崇正社区、朝阳楼社区、东林社区、焕文社区、永祯社区、西林社区、北山社区、城郊村、韩家村、陈官村、干河村、西湖村、红庙村、杨家庄村、东村、罗卜甸村、新寨村、狗街村、永善村、幸福村、中所村、培德村、马军村、冯家村、庄子河村和圣兴村。